# Atletica leggera ai Giochi della XIX Olimpiade - Lancio del giavellotto maschile
Il lancio del giavellotto ha fatto parte del programma maschile di atletica leggera ai Giochi della XIX Olimpiade. La competizione si è svolta nei giorni 15-16 ottobre 1968 allo Stadio Olimpico Universitario di Città del Messico.

## L'eccellenza mondiale
| Campione olimpico 1964 | 82,66      | Pauli Nevala | Presente |
| Campione europeo 1966  | 84,48      | Jānis Lūsis  | Presente |
| Primatista mondiale    | 91,98 1968 | Jānis Lūsis  | Presente |

## Risultati

### Turno eliminatorio
Qualificazione80,00 m
Undici atleti ottengono la misura richiesta. Ad essi è aggiunto il miglior lancio, pari a 79,48 m.

La miglior prestazione appartiene ad Åke Nilsson (Svezia) con 84,74 m.
Durante i lanci di qualificazione il finlandese Nevala, campione in carica, si vede annullare un lancio oltre gli 83 metri che per molti è invece valido. Non riesce a qualificarsi. È forse l'unico grave errore "ufficiale" dei Giochi.

| Pos. | Atleta             | Nazione          | Prove | Prove | Prove | Misura | Note |
| Pos. | Atleta             | Nazione          | 1°    | 2°    | 3°    | Misura | Note |
| ---- | ------------------ | ---------------- | ----- | ----- | ----- | ------ | ---- |
| 1    | Åke Nilsson        | Svezia           | n     | n     | 84,74 | 84,74  | Q    |
| 2    | Jānis Lūsis        | Unione Sovietica | 83,68 | -     | -     | 83,68  | Q    |
| 3    | Jorma Kinnunen     | Finlandia        | n     | 74,16 | 83,16 | 83,16  | Q    |
| 4    | Manfred Stolle     | Germania Est     | 81,88 | -     | -     | 81,88  | Q    |
| 5    | Gergely Kulcsár    | Ungheria         | 81,56 | -     | -     | 81,56  | Q    |
| 6    | Mark Murro         | Stati Uniti      | 74,14 | 81,14 | -     | 81,14  | Q    |
| 7    | Władysław Nikiciuk | Polonia          | 74,16 | 78,22 | 81,00 | 81,00  | Q    |
| 8    | Urs von Wartburg   | Svizzera         | 76,85 | 80,66 | -     | 80,66  | Q    |
| 9    | Janusz Sidło       | Polonia          | 74,90 | 80,12 | -     | 80,12  | Q    |
| 10   | Hermann Salomon    | Germania Ovest   | 79,48 | n     | 76,50 | 79,48  | q    |
| 11   | Rolf Herings       | Germania Ovest   | 79,08 | 77,00 | 78,70 | 79,08  |      |
| 12   | Pauli Nevala       | Finlandia        | n     | 77,90 | n     | 77,90  |      |
| 13   | Mart Paama         | Unione Sovietica | 74,18 | 77,26 | 74,64 | 77,26  |      |
| 14   | Frank Covelli      | Stati Uniti      | 70,30 | n     | 73,04 | 73,04  |      |

| Pos. | Atleta               | Nazione        | Prove | Prove | Prove  | Misura | Note |
| Pos. | Atleta               | Nazione        | 1°    | 2°    | 3°     | Misura | Note |
| ---- | -------------------- | -------------- | ----- | ----- | ------ | ------ | ---- |
| 1    | Walter Pektor        | Austria        | 82,16 | -     | -      | 82,16  | Q    |
| 2    | Aurelio Janet        | Cuba           | 80,10 | -     | -      | 80,10  | Q    |
| 3    | Klaus Wolfermann     | Germania Ovest | 75,78 | 71,40 | 75,02  | 75,78  |      |
| 4    | Miklós Németh        | Ungheria       | 74,56 | 74,82 | 75,50  | 75,50  |      |
| 5    | Dave Travis          | Gran Bretagna  | 74,24 | 74,36 | 70,84  | 74,36  |      |
| 6    | Lode Wyns            | Belgio         | 73,68 | n     | n      | 73,68  |      |
| 7    | Gary Stenlund        | Stati Uniti    | 73,52 | 68,88 | 71,44  | 73,52  |      |
| 8    | Bill Heikkila        | Canada         | 70,10 | 71,20 | 70,78  | 71,20  |      |
| 9    | Nashatar Singh Sidhu | Malaysia       | n     | 63,58 | 70,70  | 70,70  |      |
| 10   | Rolf Hoppe           | Cile           | 68,32 | 65,82 | 65,86  | 68,32  |      |
| 11   | Viliame Liga         | Figi           | n     | 61,62 | 62,.32 | 61,62  |      |
| 12   | Don Vélez            | Nicaragua      | 48,92 | n     | 61,32  | 61,32  |      |
| 13   | Rolf Bühler          | Svizzera       | 61,06 | n     | n      | 61,06  |      |

### Finale
In finale invece non c'è discussione: il primatista mondiale Lusis stravince con una bordata oltre i 90 metri, stabilendo il nuovo record olimpico.
| Pos.    | Atleta             | Età | Nazione          | Prove | Prove | Prove | Prove                              | Prove                              | Prove                              | Misura | Note            |
| Pos.    | Atleta             | Età | Nazione          | 1°    | 2°    | 3°    | 4°                                 | 5°                                 | 6°                                 | Misura | Note            |
| ------- | ------------------ | --- | ---------------- | ----- | ----- | ----- | ---------------------------------- | ---------------------------------- | ---------------------------------- | ------ | --------------- |
| Oro     | Jānis Lūsis        | 29  | Unione Sovietica | 81,74 | 86,34 | 82,66 | 84,40                              | n                                  | 90,10                              | 90,10  | Record olimpico |
| Argento | Jorma Kinnunen     | 26  | Finlandia        | 86,30 | n     | n     | 79,00                              | 85,82                              | 88,58                              | 88,58  |                 |
| Bronzo  | Gergely Kulcsár    | 34  | Ungheria         | 83,10 | n     | 83,82 | 87,06                              | 85,14                              | 83,40                              | 87,06  |                 |
| 4       | Władysław Nikiciuk | 28  | Polonia          | n     | 85,70 | 82,24 | n                                  | 82,32                              | 80,44                              | 85,70  |                 |
| 5       | Manfred Stolle     | 31  | Germania Est     | n     | 76,86 | 81,52 | 84,42                              | n                                  | 79,72                              | 84,42  |                 |
| 6       | Åke Nilsson        | 23  | Svezia           | 83,48 | n     | n     | n                                  | 76,74                              | 79,76                              | 83,48  |                 |
| 7       | Janusz Sidło       | 35  | Polonia          | 80,00 | 76,36 | 80,58 | 75,50                              | 77,86                              | 76,46                              | 80,58  |                 |
| 8       | Urs von Wartburg   | 31  | Svizzera         | 80,56 | 77,06 | 77,22 | n                                  | n                                  | n                                  | 80,56  |                 |
| 9       | Mark Murro         | 19  | Stati Uniti      | 80,06 | 80,08 | n     | Non qualificati per i lanci finali | Non qualificati per i lanci finali | Non qualificati per i lanci finali | 80,08  |                 |
| 10      | Walter Pektor      | 23  | Austria          | 75,64 | 77,40 | n     | Non qualificati per i lanci finali | Non qualificati per i lanci finali | Non qualificati per i lanci finali | 77,40  |                 |
| 11      | Aurelio Janet      | 23  | Cuba             | n     | 74,88 | n     | Non qualificati per i lanci finali | Non qualificati per i lanci finali | Non qualificati per i lanci finali | 74,88  |                 |
| 12      | Hermann Salomon    | 30  | Germania Ovest   | n     | 71,64 | 73,50 | Non qualificati per i lanci finali | Non qualificati per i lanci finali | Non qualificati per i lanci finali | 73,50  |                 |